# 1-ピロリン-4-ヒドロキシ-2-カルボン酸デアミナーゼ
1-ピロリン-4-ヒドロキシ-2-カルボン酸デアミナーゼ(1-pyrroline-4-hydroxy-2-carboxylate deaminase, EC 3.5.4.22)は、以下の化学反応を触媒する酵素である。
1-ピロリン-4-ヒドロキシ-2-カルボン酸 + 水 {\displaystyle \rightleftharpoons } 2,5-ジオキソ吉草酸 + アンモニア
従って、この酵素の2つの基質は、1-ピロリン-4-ヒドロキシ-2-カルボン酸と水、一方、2つの生成物は、2,5-ジオキソ吉草酸とアンモニアである。
この酵素は、加水分解酵素の中で、ペプチド結合以外の炭素-窒素結合、特に環状アミドに作用するものとして分類される。系統名は、1-ピロリン-4-ヒドロキシ-2-カルボン酸 アミノヒドロラーゼ（脱環化）(1-pyrroline-4-hydroxy-2-carboxylate aminohydrolase (脱環化))である。アルギニン及びプロリンの代謝に関与している。